# Baeodasymyia lydiae
Baeodasymyia lydiae är en tvåvingeart som beskrevs av Art Borkent 1999. Baeodasymyia lydiae ingår i släktet Baeodasymyia och familjen svidknott. Inga underarter finns listade i Catalogue of Life.